# Gerard Soeteman
Gerard Soeteman (Rotterdam, 1º luglio 1936 – Rotterdam, 16 maggio 2025) è stato uno sceneggiatore olandese, frequente collaboratore del regista Paul Verhoeven.

## Biografia
Il sodalizio con Paul Verhoeven iniziò sul set del telefilm Floris (1969), che segnò anche la loro prima collaborazione con l'attore Rutger Hauer. Scrisse poi tutti i successivi lungometraggi del regista, dagli esordi de Gli strani amori di quelle signore (1971) a Il quarto uomo (1983): tra questi vi furono Soldato d'Orange (1977) e il candidato all'Oscar al miglior film straniero Fiore di carne (1973). Il loro sodalizio si interruppe con la partenza di Verhoeven per Hollywood, non prima che i due sceneggiassero insieme  L'amore e il sangue (1985), il primo film americano di Verhoeven. Tornarono poi a collaborare a oltre vent'anni di distanza con Black Book (2006).
Soeteman sceneggiò anche il primo film vincitore olandese dell'Oscar al miglior film straniero, Assault (1986), adattando fedelmente il romanzo di Harry Mulisch L'attentato.

## Filmografia

### Cinema
- Gli strani amori di quelle signore (Wat zien ik), regia di Paul Verhoeven (1971)
- Fiore di carne (Turks fruit), regia di Paul Verhoeven (1973)
- Kitty Tippel... quelle notti passate sulla strada (Keetje Tippel), regia di Paul Verhoeven (1975)
- Max Havelaar, regia di Fons Rademakers (1976)
- Soldato d'Orange (Soldaat van Oranje), regia di Paul Verhoeven (1977)
- Mijn vriend, regia di Fons Rademakers (1979)
- Spetters, regia di Paul Verhoeven (1980)
- Il quarto uomo (De vierde man), regia di Paul Verhoeven (1983)
- L'amore e il sangue (Flesh+Blood), regia di Paul Verhoeven (1985)
- Assault (De aanslag), regia di Fons Rademakers (1986)
- De bunker (1992) - anche regista
- Floris, regia di Jean van de Velde (2004)
- Black Book (Zwartboek), regia di Paul Verhoeven (2006)
- Benedetta, regia di Paul Verhoeven (2021) - non accreditato[5]

### Televisione
- Floris – serie TV, 12 episodi (1969)
- Floris von Rosemund – serie TV, 13 episodi (1975)
- Voorbij, voorbij, regia di Paul Verhoeven – film TV (1981)